# Франция на «Евровидении-2007»
Выступление Франции на конкурсе песни Евровидение 2007, которое прошло в столице Финляндии в городе Хельсинки, стало 50-м конкурсом на Евровидении для этой страны. Страну представлял коллектив " Les Fatals Picards" с песней L'amour à la française.

## Национальный отбор
Прошел 6 марта 2007. 5 телекомпаний представили по 2 исполнителя от каждой, и в итоге был выбран один победитель.
| Телевещатель | Исполнитель         | Песня                  | Перевод                        | Место |
| ------------ | ------------------- | ---------------------- | ------------------------------ | ----- |
| France 2     | BZR with Cheb Hamid | Galbi                  | Моё сердце                     | -     |
| France 2     | Estelle Lemée       | Comme un rêve          | Как мечта                      | -     |
| France 3     | Les Fatals Picards  | L'amour à la française | Любовь на французский манер    | 1     |
| France 3     | Les Vedettes        | Bye Bye Papa           | Пока-пока, папа                | -     |
| France 4     | MAP                 | Grain'sel              | Соленые хлопья                 | -     |
| France 4     | Les Wampas          | Faut voter pour nous   | Ты должен проголосовать за нас | -     |
| France 5     | Charlotte Becquin   | Je veux tout           | Я хочу всё                     | -     |
| France 5     | Jennifer Chevallier | Mon étoile             | Моя звезда                     | -     |
| RFO          | Valérie Louri       | Besoin d'ailleurs      | Нуждаюсь ещё в ком-то          | -     |
| RFO          | Medhi-T             | On and on              | On and on                      | 2     |

## Голосование
В финале Франции 8 баллов дала  Андорра.
| Голоса за французского исполнителя | Голоса за французского исполнителя |
| ---------------------------------- | ---------------------------------- |
| Оценка                             | Страны                             |
| 12                                 | −                                  |
| 10                                 | −                                  |
| 8                                  | Андорра                            |
| 7                                  | −                                  |
| 6                                  | −                                  |
| 5                                  | −                                  |
| 4                                  | Албания                            |
| 3                                  | Литва                              |
| 2                                  | Армения, Эстония                   |
| 1                                  | −                                  |

| Голоса французских телезрителей | Голоса французских телезрителей |
| ------------------------------- | ------------------------------- |
| Оценка                          | Страна                          |
| 12                              | Турция                          |
| 10                              | Армения                         |
| 8                               | Сербия                          |
| 7                               | Румыния                         |
| 6                               | Испания                         |
| 5                               | Болгария                        |
| 4                               | Украина                         |
| 3                               | Греция                          |
| 2                               | Россия                          |
| 1                               | Босния и Герцеговина            |